# Magic Pockets
Cet article concerne le jeu vidéo. Pour le studio de développement, voir Magic Pockets (entreprise).
Magic Pockets est un jeu vidéo de plates-formes développé par le studio anglais The Bitmap Brothers et édité par Renegade Software. Le jeu est sorti sur Amiga 500 et Atari ST en 1991. Il est aussi disponible sur Archimedes et PC (DOS).
En 2019, le jeu bénéficie d'une réédition sur console Mega Drive et Dreamcast par JoshProd
Le jeu met en scène un jeune garçon machouilleur de chewing-gum. Il porte un sweat large, une casquette mise à l'envers et un pantalon avec des poches sans fond desquelles il sort toutes sortes d'objets.
La musique d'intro du jeu est tirée de Doin' the Do, de Betty Boo, sorti en 1990 sur le label Rhythm King appartenant au patron de Renegade Software. 

## Système de jeu
Magic Pockets est un jeu de plateforme qui permet au joueur de marcher, sauter et lancer divers objets pour vaincre ses ennemis. Il se déroule à travers quatre environnements distincts : la grotte, la jungle, la rivière et la montagne. Chaque environnement est divisé en plusieurs niveaux, incluant un niveau bonus où le joueur, incarnant le Bitmap Kid, doit surpasser des créatures dans une épreuve spécifique pour récupérer un jouet. Par exemple, dans la grotte, le joueur participe à une course à vélo contre les créatures pour obtenir le vélo.
Les attaques du Bitmap Kid varient selon la zone explorée. Toutes ces attaques peuvent être "chargées" en maintenant le bouton d’action pour lancer un projectile plus puissant. Le projectile de plus grande puissance peut capturer les ennemis au lieu de les détruire, les transformant en objets à ramasser. Ces objets incluent des bonbons, qui augmentent le score, ainsi que des étoiles d'argent et d'or qui introduisent une mécanique supplémentaire : les casques. En collectant une étoile d'argent suivie d'une étoile d'or, le joueur obtient un casque temporaire conférant des capacités spéciales, telles que la téléportation, un laser ou l'invincibilité.
Le Bitmap Kid peut également utiliser du chewing-gum, récupéré à des distributeurs dans les niveaux, pour gonfler une bulle qui lui permet de flotter et parfois d'accéder à des zones secrètes.
Le jeu ne comporte pas de limite de temps. Cependant, si le joueur met trop de temps, une bulle transparente apparaît et poursuit le Bitmap Kid, accélérant progressivement. Si elle le touche, la bulle capture le personnage et il perd tous ses bonus. Dans le dernier niveau, cette bulle provoque la défaite immédiate du joueur.

## Accueil
Magic Pockets a reçu le Tilt d'or Canal+ du « meilleur jeu d'action de l'année 1991 »
- ACE 725/1000 • Amiga Format 85% • CU Amiga 85% • Génération 4 93%